# 500 miles d'Indianapolis 2023
Navigation
Édition précédente Édition suivante
Les 500 miles d'Indianapolis 2023 est un événement de l'IndyCar Series se déroulant sur l'Indianapolis Motor Speedway. La course se déroule sur 200 tours de circuit, soit 500 miles.
Sixième course de la saison 2023 d'IndyCar Series, cette édition a lieu le 28 mai 2023.

## Engagés
| No. | Pilote              | Equipe                                        | Moteur    |
| --- | ------------------- | --------------------------------------------- | --------- |
| 2   | Josef Newgarden     | Team Penske                                   | Chevrolet |
| 3   | Scott McLaughlin    | Team Penske                                   | Chevrolet |
| 5   | Pato O'Ward         | Arrow McLaren SP                              | Chevrolet |
| 6   | Felix Rosenqvist    | Arrow McLaren SP                              | Chevrolet |
| 06  | Hélio Castroneves W | Meyer Shank Racing                            | Honda     |
| 7   | Alexander Rossi W   | Arrow McLaren SP                              | Chevrolet |
| 8   | Marcus Ericsson W   | Chip Ganassi Racing                           | Honda     |
| 9   | Scott Dixon W       | Chip Ganassi Racing                           | Honda     |
| 10  | Álex Palou          | Chip Ganassi Racing                           | Honda     |
| 11  | Takuma Sato W       | Chip Ganassi Racing                           | Honda     |
| 12  | Will Power W        | Team Penske                                   | Chevrolet |
| 14  | Santino Ferrucci    | A. J. Foyt Enterprises                        | Chevrolet |
| 15  | Graham Rahal        | Rahal Letterman Lanigan Racing                | Honda     |
| 18  | David Malukas       | Dale Coyne Racing avec HMD Motorsports        | Honda     |
| 20  | Conor Daly          | Ed Carpenter Racing                           | Chevrolet |
| 21  | Rinus VeeKay        | Ed Carpenter Racing                           | Chevrolet |
| 23  | Ryan Hunter-Reay W  | Dreyer & Reinbold Racing                      | Chevrolet |
| 24  | Stefan Wilson       | Dreyer & Reinbold Racing / Cusick Motorsports | Chevrolet |
| 26  | Colton Herta        | Andretti Autosport / Curb-Agajanian           | Honda     |
| 27  | Kyle Kirkwood       | Andretti Autosport                            | Honda     |
| 28  | Romain Grosjean     | Andretti Autosport                            | Honda     |
| 29  | Devlin DeFrancesco  | Andretti Steinbrenner Autosport               | Honda     |
| 30  | Jack Harvey         | Rahal Letterman Lanigan Racing                | Honda     |
| 33  | Ed Carpenter        | Ed Carpenter Racing                           | Chevrolet |
| 44  | Katherine Legge     | Rahal Letterman Lanigan Racing                | Honda     |
| 45  | Christian Lundgaard | Rahal Letterman Lanigan Racing                | Honda     |
| 50  | R. C. Enerson R     | Abel Motorsports                              | Chevrolet |
| 51  | Sting Ray Robb R    | Dale Coyne Racing avec Rick Ware Racing       | Honda     |
| 55  | Benjamin Pedersen R | A. J. Foyt Enterprises                        | Chevrolet |
| 60  | Simon Pagenaud W    | Meyer Shank Racing                            | Honda     |
| 66  | Tony Kanaan W       | Arrow McLaren SP                              | Chevrolet |
| 77  | Callum Ilott        | Juncos Hollinger Racing                       | Chevrolet |
| 78  | Agustín Canapino R  | Juncos Hollinger Racing                       | Chevrolet |
| 98  | Marco Andretti      | Andretti Herta Autosport avec Curb-Agajanian  | Honda     |
|     |                     |                                               |           |

- W Ancien vainqueur
- R Rookie

## Grille de départ
| Row   | Intérieur | Intérieur          | Milieu | Milieu              | Extérieur | Extérieur           |
| ----- | --------- | ------------------ | ------ | ------------------- | --------- | ------------------- |
| 1     | 10        | Álex Palou         | 21     | Rinus VeeKay        | 6         | Felix Rosenqvist    |
| 2     | 14        | Santino Ferrucci   | 5      | Pato O'Ward         | 9         | Scott Dixon W       |
| 3     | 7         | Alexander Rossi W  | 11     | Takuma Sato W       | 66        | Tony Kanaan W       |
| 4     | 8         | Marcus Ericsson W  | 55     | Benjamin Pedersen R | 12        | Will Power W        |
| 5     | 33        | Ed Carpenter       | 3      | Scott McLaughlin    | 27        | Kyle Kirkwood       |
| 6     | 20        | Conor Daly         | 2      | Josef Newgarden     | 23        | Ryan Hunter-Reay W  |
| 7     | 28        | Romain Grosjean    | 06     | Hélio Castroneves W | 26        | Colton Herta        |
| 8     | 60        | Simon Pagenaud W   | 18     | David Malukas       | 98        | Marco Andretti      |
| 9     | 29        | Devlin DeFrancesco | 78     | Agustín Canapino R  | 77        | Callum Ilott        |
| 10    | 50        | R. C. Enerson R    | 44     | Katherine Legge     | 45        | Christian Lundgaard |
| 11    | 51        | Sting Ray Robb R   | 30     | Jack Harvey         | 24        | Graham Rahal        |
| [ 1 ] |           |                    |        |                     |           |                     |

## Classement final
| Pos | No. | Pilote              | Equipe                                    | Moteur    | Tours | Temps/écart  | Arrêts | Grille | Tours en tête |
| --- | --- | ------------------- | ----------------------------------------- | --------- | ----- | ------------ | ------ | ------ | ------------- |
| 1   | 2   | Josef Newgarden     | Team Penske                               | Chevrolet | 200   | 2:58:21.9611 | 5      | 17     | 5             |
| 2   | 8   | Marcus Ericsson W   | Chip Ganassi Racing                       | Honda     | 200   | +0.0974      | 5      | 10     | 30            |
| 3   | 14  | Santino Ferrucci    | A. J. Foyt Enterprises                    | Chevrolet | 200   | +0.5273      | 5      | 4      | 11            |
| 4   | 10  | Álex Palou          | Chip Ganassi Racing                       | Honda     | 200   | +0.7638      | 6      | 1      | 36            |
| 5   | 7   | Alexander Rossi W   | Arrow McLaren SP                          | Chevrolet | 200   | +0.9934      | 5      | 7      | 4             |
| 6   | 9   | Scott Dixon W       | Chip Ganassi Racing                       | Honda     | 200   | +1.4316      | 5      | 6      | 0             |
| 7   | 11  | Takuma Sato W       | Chip Ganassi Racing                       | Honda     | 200   | +1.5770      | 6      | 8      | 2             |
| 8   | 20  | Conor Daly          | Ed Carpenter Racing                       | Chevrolet | 200   | +1.8855      | 5      | 16     | 0             |
| 9   | 26  | Colton Herta        | Andretti Autosport / Curb-Agajanian       | Honda     | 200   | +2.2248      | 6      | 21     | 1             |
| 10  | 21  | Rinus VeeKay        | Ed Carpenter Racing                       | Chevrolet | 200   | +3.2648      | 6      | 2      | 24            |
| 11  | 23  | Ryan Hunter-Reay W  | Dreyer & Reinbold Racing                  | Chevrolet | 200   | +3.4223      | 6      | 18     | 8             |
| 12  | 77  | Callum Ilott        | Juncos Hollinger Racing                   | Chevrolet | 200   | +4.0470      | 6      | 27     | 5             |
| 13  | 29  | Devlin DeFrancesco  | Andretti Steinbrenner Autosport           | Honda     | 200   | +4.7432      | 5      | 25     | 0             |
| 14  | 3   | Scott McLaughlin    | Team Penske                               | Chevrolet | 200   | +5.0045      | 6      | 14     | 0             |
| 15  | 06  | Hélio Castroneves W | Meyer Shank Racing                        | Honda     | 200   | +5.4631      | 7      | 20     | 1             |
| 16  | 66  | Tony Kanaan W       | Arrow McLaren SP                          | Chevrolet | 200   | +5.7158      | 7      | 9      | 0             |
| 17  | 98  | Marco Andretti      | Andretti Herta Autosport / Curb-Agajanian | Honda     | 200   | +8.9800      | 6      | 24     | 0             |
| 18  | 30  | Jack Harvey         | Rahal Letterman Lanigan Racing            | Honda     | 199   | +1 Lap       | 7      | 32     | 0             |
| 19  | 45  | Christian Lundgaard | Rahal Letterman Lanigan Racing            | Honda     | 198   | +2 Laps      | 8      | 30     | 0             |
| 20  | 33  | Ed Carpenter        | Ed Carpenter Racing                       | Chevrolet | 197   | Collision    | 6      | 13     | 0             |
| 21  | 55  | Benjamin Pedersen R | A. J. Foyt Enterprises                    | Chevrolet | 196   | Collision    | 7      | 11     | 0             |
| 22  | 24  | Graham Rahal        | Dreyer & Reinbold Racing                  | Chevrolet | 195   | +5 Laps      | 6      | 33     | 0             |
| 23  | 12  | Will Power W        | Team Penske                               | Chevrolet | 195   | +5 Laps      | 6      | 12     | 1             |
| 24  | 5   | Pato O'Ward         | Arrow McLaren SP                          | Chevrolet | 192   | Crash        | 6      | 5      | 39            |
| 25  | 60  | Simon Pagenaud W    | Meyer Shank Racing                        | Honda     | 192   | Collision    | 5      | 22     | 0             |
| 26  | 78  | Agustín Canapino R  | Juncos Hollinger Racing                   | Chevrolet | 192   | Collision    | 6      | 26     | 0             |
| 27  | 6   | Felix Rosenqvist    | Arrow McLaren SP                          | Chevrolet | 183   | Collision    | 5      | 3      | 33            |
| 28  | 27  | Kyle Kirkwood       | Andretti Autosport                        | Honda     | 183   | Collision    | 5      | 15     | 0             |
| 29  | 18  | David Malukas       | Dale Coyne Racing                         | Honda     | 160   | Crash        | 7      | 23     | 0             |
| 30  | 28  | Romain Grosjean     | Andretti Autosport                        | Honda     | 149   | Crash        | 4      | 19     | 0             |
| 31  | 51  | Sting Ray Robb R    | Dale Coyne Racing w/ Rick Ware Racing     | Honda     | 90    | Crash        | 2      | 31     | 0             |
| 32  | 50  | R. C. Enerson R     | Abel Motorsports                          | Chevrolet | 75    | Mechanical   | 3      | 28     | 0             |
| 33  | 44  | Katherine Legge     | Rahal Letterman Lanigan Racing            | Honda     | 41    | Crash        | 4      | 29     | 0             |
|     |     |                     |                                           |           |       |              |        |        |               |